# Medina (Ohio)
Medina è una città situata nella Contea di Medina, Ohio, negli Stati Uniti d'America. Fondata nel 1818 e incorporata come città nel 1835, Medina ha una popolazione di circa 28.000 abitanti, secondo il censimento del 2020. La città si estende su un'area di 22,24 km².
Medina è un importante centro per le attività commerciali e industriali della regione, con numerose aziende che operano nei settori della manifattura, della tecnologia e della sanità. La città ospita anche diverse istituzioni educative, tra cui la Medina City Schools, la Medina County Career Center e il Polaris Career Center.
Il centro storico di Medina è una delle principali attrazioni della città. Con numerose strutture risalenti al XIX secolo, tra cui il palazzo di giustizia della Contea di Medina e il teatro storico Medina, il centro storico ospita anche numerosi negozi, ristoranti e attività culturali, tra cui il Medina Farmers Market e il Medina International Fest.
La città di Medina è anche sede di numerose attività all'aperto, tra cui parchi e sentieri escursionistici. Il più grande parco di Medina, il Memorial Park, offre una varietà di attività, tra cui campi da baseball, campi da tennis e una piscina all'aperto.
Medina è facilmente raggiungibile tramite l'autostrada Interstate 71 e si trova a breve distanza dalle città di Akron e Cleveland.